# Geb

Geb.

Geb, dios creador, principio de vida y fertilidad, personificación de la Tierra "la Casa de Geb" en la mitología egipcia. 
- Nombre egipcio: Keb. Nombre griego: Geb. Deidad griega con el que era equiparado: Crono, según Plutarco.

## Iconografía

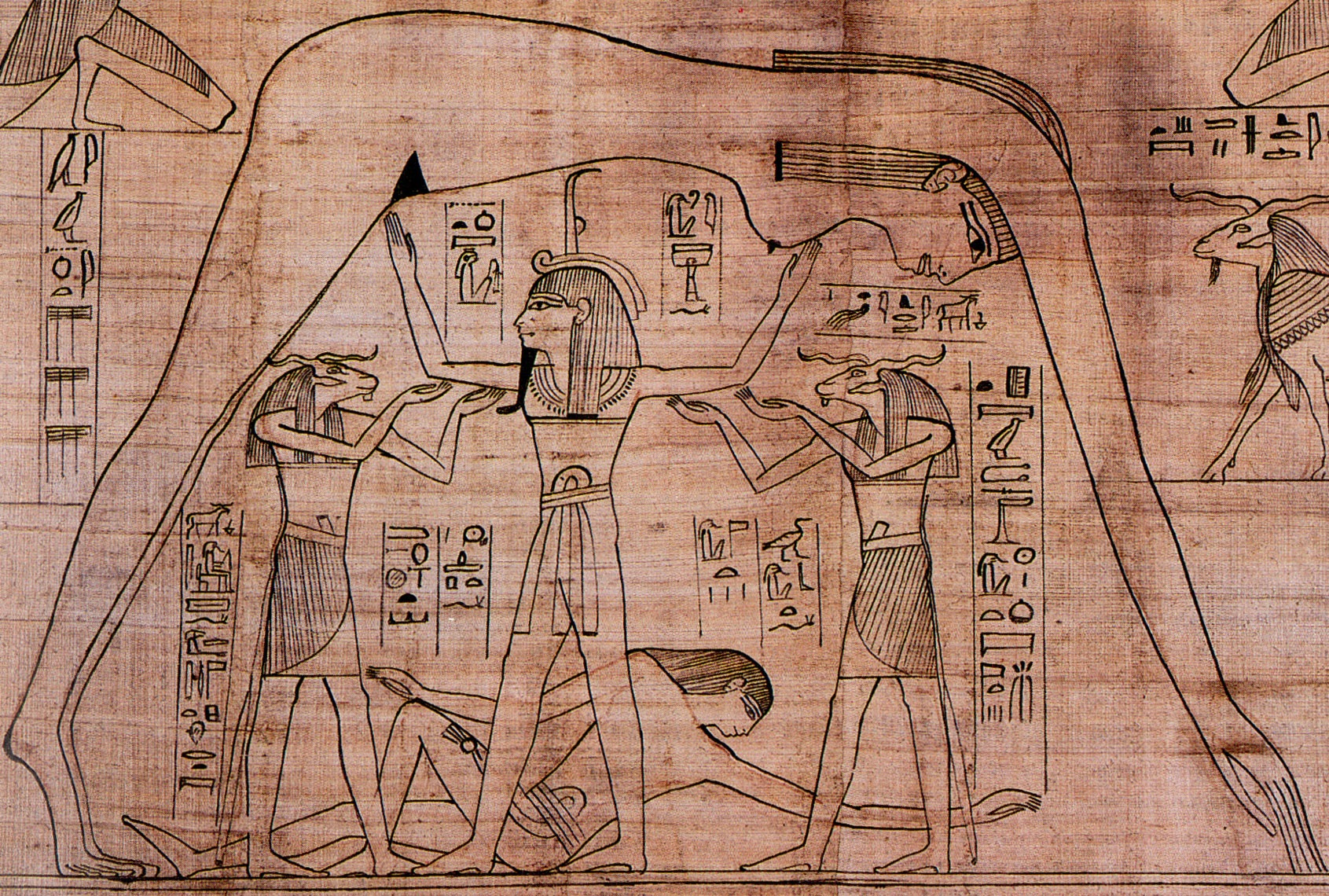
El dios Shu (el aire) separando a la diosa Nut (el Cielo) y al dios Geb (la Tierra).

Geb fue representado como un hombre de color verde oscuro (el de la vegetación que cubre su cuerpo), con un ganso sobre la cabeza (el ganso representa su nombre en jeroglífico). A

## Mitología
Geb es un faraón. Príncipe de los Dioses, hereda el trono su padre Shu, luego legó la autoridad sobre la Tierra a Osiris, después pasó a Horus y finalmente al faraón, denominado heredero de Geb. 
En la cosmogonía heliopolitana era el hijo de Shu y Tefnut. Hermano y marido de Nut. Sus hijos fueron Osiris, Isis, Neftis, Seth y Horus el viejo. Con Nut produjo el Gran Huevo del que surgió el pájaro Bennu (el ave Fénix griego).
Vigila, en la Sala del Juicio, el pesaje del corazón del difunto y mantenía prisioneros los espíritus de los que no habían sido justos, según el Libro de los Muertos. También es guardián de las puertas de la Duat (el Cielo).

## Sincretismo
Como dios creador fue identificado con Atum. 

## Culto
Fue venerado en Heliópolis, Tebas, Apolinópolis Magna (Edfú), Kom Ombo, y Serabit el-Jadim (Sinaí). 
| G39 | b | A40 |

| G39 | b | A40 |